# 鸟苷酸结合蛋白
鸟苷酸结合蛋白（Guanylate-binding protein，缩写GBPs）是一类可被干扰素-γ（IFN-γ）诱导的GTP酶家族，是三种干扰素诱导GTP酶（interferon-inducible GTPase，IIGP）家族之一，另外两种分别是分子量约47kDa的免疫相关鸟苷三磷酸酶（Immunity Related Guanosine Triphosphatases，IRGs）家族成员包括干扰素诱导GTP酶5和免疫相关GTP酶家族M蛋白；以及MX蛋白家族，成员包括MX1和MX2，在人类基因组中，总共有7个GBP基因（hGBP1-7），参与抗微生物和病毒病原体的免疫。在结构上，hGBP1包含两个结构域，一个致密球状的N-末端结构域，用于执行GTP酶功能，另一个是α螺旋组成的手指状C-末端结构域。